# Indywidualny Puchar Polski 250 cm³ na Żużlu 2020
Indywidualny Puchar Polski 250 ccm na żużlu 2020 – rozegrane w sezonie 2020 zawody dla młodych żużlowców w klasie 250 ccm. Pierwotnie miały składać się z trzech rund, jednak z powodu pandemii COVID-19 rozegrano tylko jedne zawody.

## Finał
- Toruń, 8 października 2020(dts)[2]

| Msc. | Zawodnik              | Klub                  | Pkt  |                 |  |
| ---- | --------------------- | --------------------- | ---- | --------------- |  |
| 1    | Franciszek Karczewski | Włókniarz Częstochowa | 14   | (3,3,3,3,2)     |  |
| 2    | Hubert Jabłoński      | Unia Leszno           | 13   | (3,3,3,3,1)     |  |
| 3    | Oskar Hurysz          | GTM Start Gniezno     | 12+3 | (2,3,2,2,3)     |  |
| 4    | Antoni Mencel         | Unia Leszno           | 12+2 | (3,2,2,3,2)     |  |
| 5    | Wiktor Rafalski       | GKM Grudziądz         | 10   | (0,2,3,2,3)     |  |
| 6    | Kevin Małkiewicz      | GKM Grudziądz         | 10   | (2,2,w,3,3)     |  |
| 7    | Mateusz Affelt        | KS Toruń              | 9    | (2,3,2,1,1)     |  |
| 8    | Franciszek Majewski   | KS Toruń              | 8    | (1,1,2,1,3)     |  |
| 9    | Mateusz Łopuski       | Wybrzeże Gdańsk       | 7    | (1,2,1,2,1)     |  |
| 10   | Mateusz Jabłoński     | GTM Start Gniezno     | 7    | (1,1,1,2,2)     |  |
| 11   | Maksym Borowiak       | Unia Leszno           | 5    | (3,0,1,1,0)     |  |
| 12   | Seweryn Orgacki       | GKM Grudziądz         | 4    | (w,1,3,0,0)     |  |
| 13   | Lech Chlebowski       | ROW Rybnik            | 4    | (2,1,1,0,0)     |  |
| 14   | Kajetan Kupiec        | Włókniarz Częstochowa | 2    | (0,0,0,0,2)     |  |
| 15   | Kacper Teska          | Unia Leszno           | 2    | (0,0,0,1,1)     |  |
| 16   | Jan Młynarski         | Speedway Lublin       | 0    | (w,ns,ns,ns,ns) |  |